# Альфред из Беверли
Альфред из Беверли, или Альфред Беверлийский (англ. Alfred of Beverley, лат. Alfredus Beverlacensis, или Aluredus Canonicus; не позже 1100 — между 1143 и 1154) — английский хронист, ризничий коллегиальной церкви Св. Иоанна в Беверли (совр. Ист-Райдинг-оф-Йоркшир), автор «Анналов, или Истории деяний королей Британии в девяти книгах» (лат. Annales sive Historia de gestis regum Britanniae libris ix).

## Биография
Биографические сведения скудны и в основном содержатся в предисловии к его собственной хронике. Он называет там себя «казначеем церкви в Беверли» и «мастером Альфредом, ризничим церкви в Беверли», упоминая также, что являлся современником переселения фламандцев с севера Англии в Росс в Херефордшире в 1112 году и указывая, что занялся историческими изысканиями, будучи временно освобождённым от церковной службы в связи с массовыми отлучениями по решениям собора в Лондоне 1143 года. Другим побудительным мотивом являлось, по его словам, появление около 1139 года «Истории королей Британии» Гальфрида Монмутского, продолжения которой он с нетерпением ожидал, чтобы дополнить собственное сочинение.
В качестве ризничего церкви Св. Иоанна в Беверли Альфред фигурирует как свидетель в шести хартиях, самая ранняя из которых датируется временем между 1135 и 1143 годами, а самая поздняя — между январем 1151 и октябрем 1153 года. Также он действует как второстепенный персонаж в одной из историй составленного в конце XII столетия сборника «Чудес святого Иоанна Беверлийского», где называется уже «старцем» (лат. senex). Следовательно, рождение его можно отнести к рубежу XI—XII столетий.
По происхождению своему Альфред был, скорее всего, не норманном, а местным уроженцем, о чём свидетельствует как знание им древнеанглийского языка, достаточное для перевода на латынь документов эпохи Эдуарда Исповедника и Вильгельма Завоевателя, так и то, что в одной из вышеназванных грамот имя его приведено в архаичной форме Alfridus, обычной для XI столетия, тогда как в англонормандское время более распространённой являлась форма Aluredus или Alueredus. Наличие звания «магистра» в середине XII века ещё не говорило о принадлежности к учёным кругам, однако свидетельствовало о наличии достаточного образования, полученного в одной из церковных школ, действовавших при кафедральных соборах Йорка или Дарема, а также, возможно, на континенте.
Точное время и место смерти Альфреда остаются неизвестными: под 1157 годом в качестве ризничего церкви в Беверли называется уже некий Роберт; в документах первых лет правления короля Генриха II (1154—1189) упоминаются несколько «магистров Альфредов», однако твёрдых оснований для отождествления кого-то из них с ризничим из Беверли нет.

## Сочинения
Латинская хроника Альфреда из Беверли, законченная в ранней своей редакции около 1143 года, а в окончательной в 1149—1150 годах, изначально, по-видимому, называлась «Историей деяний королей Британии, начиная с Брута, первого короля бриттов, до времён нормандцев, на протяжении более чем двух тысяч лет, и от нормандского завоевания до 28-го года правления короля Генриха I, на протяжении 44-х лет». В научном мире укоренилось название, данное в 1716 году её первым издателем известным английским историком и антикварием Томасом Хирном: «Анналы, или История деяний королей Британии до 1129 года в девяти книгах» (лат. Aluredi Beverlacensis Annales sive Historia de gestis Regum Britanniæ libris ix. ad annum 1129). Первое заглавие более соответствует содержанию, так как в центре внимания хрониста находится именно смена правителей острова, списки которых он повторяет в конце каждой книги. Кроме того, далеко не для каждое сообщение им точно датируется, что нехарактерно для обладающих жесткой хронологической структурой анналистических сочинений.
Значительная часть хроники посвящена легендарной истории Британии со времён Брута Троянского, оставшаяся — англосаксонскому периоду и гептархии, войнам с данами и нормандскому завоеванию. Основными источниками для неё послужили: «Церковная история англов» Беды Достопочтенного (731), «Римская история» Павла Диакона (769), «История бриттов» Ненния (830), «История королей англов и данов» Симеона Даремского (1129), «Хроника хроник» Иоанна Вустерского (1140), «История английского народа» Генриха Хантингдонского (1135—1154) и «История королей Британии» Гальфрида Монмутского (1139). Помимо них, использованы материалы «Истории» Гуго Кантора, «Жития Св. Мартина» Сульпиция Севера и «Жития Св. Германа Осерского» Констанция Лионского. Местами Альфред цитирует также «Жизнеописания цезарей» Светония, «Церковную историю» Псевдо-Гегесиппа, «Бревиарий» Евтропия, «Историю против язычников» Павла Орозия и др. римских авторов.
Первые пять книг сочинения Альфреда занимает пересказ труда Гальфрида, дополненный сведениями Светония, Орозия, Беды, Павла Диакона и Ненния, шестая основана на материалах хроники Иоанна Вустерского, а три последние — Симеона Даремского и Генриха Хантингдонского. Компилятивное и неоригинальное в своих сообщениях, сочинение Альфреда из Беверли не представляет собой значительной исторической ценности, не добавляя, по сути, ничего нового к информации, которую можно найти в более известных и авторитетных источниках. Тем не менее, на него ссылается в своём «Полихрониконе» такой авторитетный автор XIV столетия, как Ранульф Хигден, его упоминают известные антикварии XVI—XVII веков Джон Лиланд, Джон Бэйл, Джеймс Ашшер и Уильям Сомнер.
Исследователи XIX века, в частности, американский историк феодального права в Англии Фрэнк Цинкайзен, приписывали Альфреду также «Привилегии церкви Беверли», латинский сборник иммунитетных грамот церкви Св. Иоанна (лат. Libertates Ecclesiae S. Johannis de Beverlae), сохранившихся в трёх рукописях, лучшая из которых находится в коллекции Харли Британской библиотеки, и первоначально входивший в состав более масштабного труда, первую часть которого занимала анонимная «Хроника архиепископов Йорка», сохранившаяся в единственной рукописи начала XIII века. Однако выводы Цинкайзена, предпринявшего сравнительный источниковедческий и текстологический анализ указанного сборника и «Истории деяний королей Британии», не получили достаточной поддержки в научном мире. В качестве альтернативы Альфреду составителями «Привилегий» называют историка Генриха Хантингдонского или епископа Лондона Ричарда Пуатевинского (Клюнийского).

## Рукописи и издания
«История» Альфреда из Беверли сохранилась в четырёх полных рукописях, наиболее ранняя из которых из Национальной библиотеки Франции (MS Lat. 4126) относится к третьей четверти XIV века и содержит сообщения, доведённые не до 1129-го, а до 1135 года. Остальные три, хранящиеся в Бодлианской библиотеке Оксфордского университета (MS Rawl. B. 200), Национальной библиотеке Уэльса в Аберистуите (MS. Peniarth 384C) и собрании Коттона Британской библиотеки (MS Cotton Vesp. D. IV), датируются XV столетием; ещё в четырёх манускриптах XVII—XVIII веков содержатся более или менее крупные фрагменты.
Впервые «История» была напечатана в 1716 году вышеназванным Т. Хирном в Оксфорде по рукописи Rawl. B. 200 из Бодлианской библиотеки. По словам историка-энциклопедиста Сиднея Ли, более древняя и исправная рукопись MS Peniarth 384C (старый шифр Hengwrt 145), принадлежавшая в XVIII веке норфолкскому антикварию Томасу Мартину, находилась в 1885 году в собрании древневаллийских манускриптов «Хенгурт-Пениарт» (валл. Hengwrt Peniarth), принадлежавшем коллекционеру Уильяму Э. Винну, эсквайру из Пениарта в Мерионетшире, который в 1898 году продал его личному врачу королевы Виктории, известному меценату баронету Джону Уильямсу. В свою очередь, Уильямс в 1909 году передал своё собрание Национальной библиотеке Уэльса (Аберистуит, графство Кередигион). Эта более полная рукопись, как и более ранняя Парижская, не опубликованы до сих пор.

## Публикации
- Aluredi Beverlacensis Annales, sive historia de gestis regum Britanniæ, libris IX. E codice pervetusto, calamo exarato, in bibliotheca… Thomae Rawlinsoni, … Descripsit ediditque Thomae Hearnius. — Oxonii: E Theatro Sheldoniano, 1716. — lii,172 p.